# Sant'Andrea di Barbarana
Sant'Andrea di Barbarana è una frazione del comune di San Biagio di Callalta, in provincia di Treviso.

## Geografia fisica
Il centro si trova presso il confine sudorientale del comune, sulla riva destra del Piave. È attraversato dal canale la Fossa, corso d'acqua originato dalla biforcazione del canale Zero nei pressi della località Partisioni.

## Storia
Il toponimo Barbarana sarebbe da legare al passaggio di popolazioni barbariche attraverso un guado del Piave.
Lo sviluppo del paese si ebbe dopo l'anno Mille con le opere di bonifica intraprese dai monaci benedettini di Santa Maria del Pero, presso Monastier. Dal monastero dipendeva la chiesa di Sant'Andrea e l'Hospitalis de Ponte Plavis, ospizio per il ricovero dei viandanti menzionato nel 1396. Sant'Andrea era inoltre una località cruciale in quanto qui la Callalta, la strada che collegava Treviso a Oderzo, superava il Piave attraverso un ponte di legno; i traffici erano controllati da una torre collocata sulla riva destra.
Tuttavia, si deve tenere presente che in origine il fiume scorreva più a est, sicché l'abitato, pur collocandosi sulla riva destra, sorgeva in corrispondenza dell'attuale Ponte di Piave. La stessa chiesa si trovava in via Sottotreviso, presso oratorio della Madonna Addolorata, mentre la torre era in via Gasparinetti, vicino al cinema "Luxor".
Nella prima metà del Cinquecento l'ennesima piena del Piave provocò uno spostamento del corso sicché la chiesa e la torre finirono per trovarsi sulla riva sinistra. Sant'Andrea di Barbarana fu dunque rifondata più a ovest, mentre il vecchio nucleo andò a costituire l'attuale Ponte di Piave.
Con il Regio Decreto del 15 novembre 1868 il paese divenne frazione di San Biagio di Callalta, venendo distaccato da Zenson di Piave.

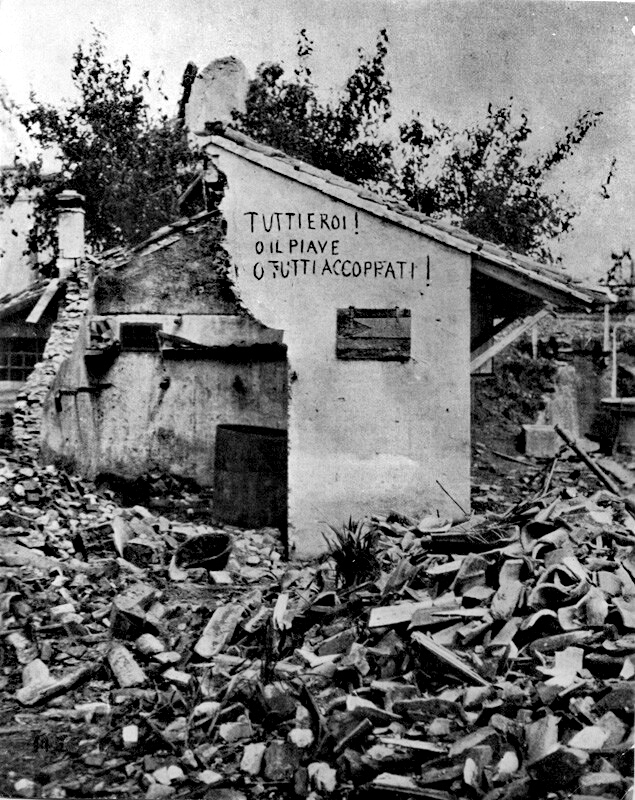
Casa sinistrata con una famosa scritta patriottica a Sant'Andrea di Barbarana durante la Grande Guerra.

## Monumenti e luoghi d'interesse

### Chiesa parrocchiale
La parrocchiale di Sant'Andrea ha origini molto antiche, ma l'attuale edificio fu ricostruito dopo le devastazioni della prima guerra mondiale. All'interno, si trova un busto del patrono del XVI secolo, attribuito ad Alessandro Vittoria. Nella chiesa parrocchiale esiste un organo della ditta Vincenzo Mascioni del 1925.

### Villa Berti-Giannotti
Si trova entro i confini di Villa degli Angeli ed è sottoposta allo stesso vincolo. Si trattava in origine del convento di San Giorgio, i cui resti furono trasformati in dimora privata nel corso dell'Ottocento.
Non può essere ricompresa tra le ville venete, sebbene con queste condivida il medesimo schema, articolandosi in un corpo centrale con annessi rustici. Il fronte del corpo abitativo non presenta un particolare ordine architettonico, né elementi che ne definiscano la simmetria. Si caratterizza, su tutti e tre i livelli, per una fila regolare di finestre e solo al piano terra si notano, al centro, due aperture a tutto sesto. Queste potrebbero essere una traccia dell'antico chiostro.
Sul lato dell'edificio si sviluppa un'adiacenza le cui forme denunciano le sue funzioni di servizio. Il tutto è inserito in un parco.

### Villa degli Angeli
Inserito in un fitto giardino romantico, l'insieme si adatta perfettamente al paesaggio agricolo circostante, caratterizzato da una sistemazione agricola regolare spesso interrotta dalle sinuosità create nel tempo dal corso del Piave.
Gli edifici si articolano nella casa padronale con, ai lati, un oratorio e una rimessa. La villa è connessa tramite il parco con peschiera alla già citata Villa Berti-Giannotti: probabilmente le furono annessi gli edifici dell'ex convento di San Giorgio per le attività agricole, i quali nell'Ottocento furono trasformati in dimora signorile.
Il corpo principale si caratterizza per i volumi contrapposti degli abbaini, ornati ai lati da volute e sopra da un frontone con oculo sorretto da piccole lesene. Il fronte principale è, come vuole la tradizione della villa veneta, tripartito. Al centro si apre una finestra centinata con balaustra. Sul retro risalta particolarmente una canna fumaria con un alto comignolo, ma le tracce sull'intonaco fanno pensare che in origine i camini fossero quattro.
L'oratorio presenta, come la casa padronale, linee molto semplici. Si tratta di un volume con tetto a capanna e frontone con un piccolo oculo. La facciata è attraversata da lesene tuscaniche e al centro si apre una finestra a lunetta. Sul retro, infine, si innalza il piccolo campanile cuspidato.